# Иванов, Фёдор Иванович (красноармеец)
Фёдор Иванович Иванов (1914—1939) — Герой Советского Союза, стрелок 15-го стрелкового полка 49-й стрелковой дивизии 13-й армии Северо-Западного фронта, красноармеец.

## Биография
Родился в 1914 году в дереве Ожедово (ныне — Старорусский район Новгородской области). Русский.
Участник советско-финляндской войны 1939—1940 годов.
Стрелок 15-го стрелкового полка (49-я стрелковая дивизия, 13-я армия, Северо-Западный фронт) красноармеец Фёдор Иванов проявил мужество и героизм в боях на Карельском перешейке в районе устья реки Тайпале (ныне Бурная). 6 декабря 7-я стрелковая рота, в составе которой воевал красноармеец Иванов, под шквальным пулемётным огнём противника форсировала водную преграду, но оказалась в тяжёлом положении и залегла на самом берегу. Ф. И. Иванов был послан в разведку, но попал в плотное кольцо финнов. Видя неминуемую гибель, он притворился мёртвым и тем самым обманул врага, вырвался из окружения и доставил командиру добытые разведданные. Будучи отправлен с донесением в штаб полка, Иванов в ледяной воде, на бревне, под огнём противника доставил командованию ценные сведения о положении финнов и состоянии своего подразделения.
Погиб в бою у деревни Теренттиля (фин. Terenttilä) 7 декабря 1939 года. Был похоронен на месте гибели.

## Награды
- Указом Президиума Верховного Совета СССР от 7 апреля 1940 года «за образцовое выполнение боевых заданий командования на фронте борьбы с финской белогвардейщиной и проявленные при этом отвагу и геройство» красноармейцу Иванову Фёдору Ивановичу посмертно присвоено звание Героя Советского Союза.
- Награждён орденом Ленина.

## Память
- Бюст Героя Советского Союза Ф. И. Иванова установлен на Аллее Героев в Парке Победы в городе Старая Русса.